# NGC 7124
NGC 7124 este o galaxie situată în constelația Indianul. A fost descoperită în 8 iulie 1834 de către John Herschel.